# Carlos Regazzoni
Pour les articles homonymes, voir Regazzoni.
Carlos Regazzoni,  né le 1er décembre 1943 à Comodoro Rivadavia (Argentine) et mort le 26 avril 2020 à Buenos Aires (Argentine), est un sculpteur et peintre argentin connu pour avoir loué (bail précaire) à la SNCF puis au Réseau Ferré de France pendant dix ans les friches ferroviaires de la gare de l'Est à Paris.

## Biographie
Carlos Regazzoni est né en 1943 en Patagonie argentine à Comodoro Rivadavia dans la province de Chubut. Il est lancé par la galerie d'artistes de Teresa de Anchorena.

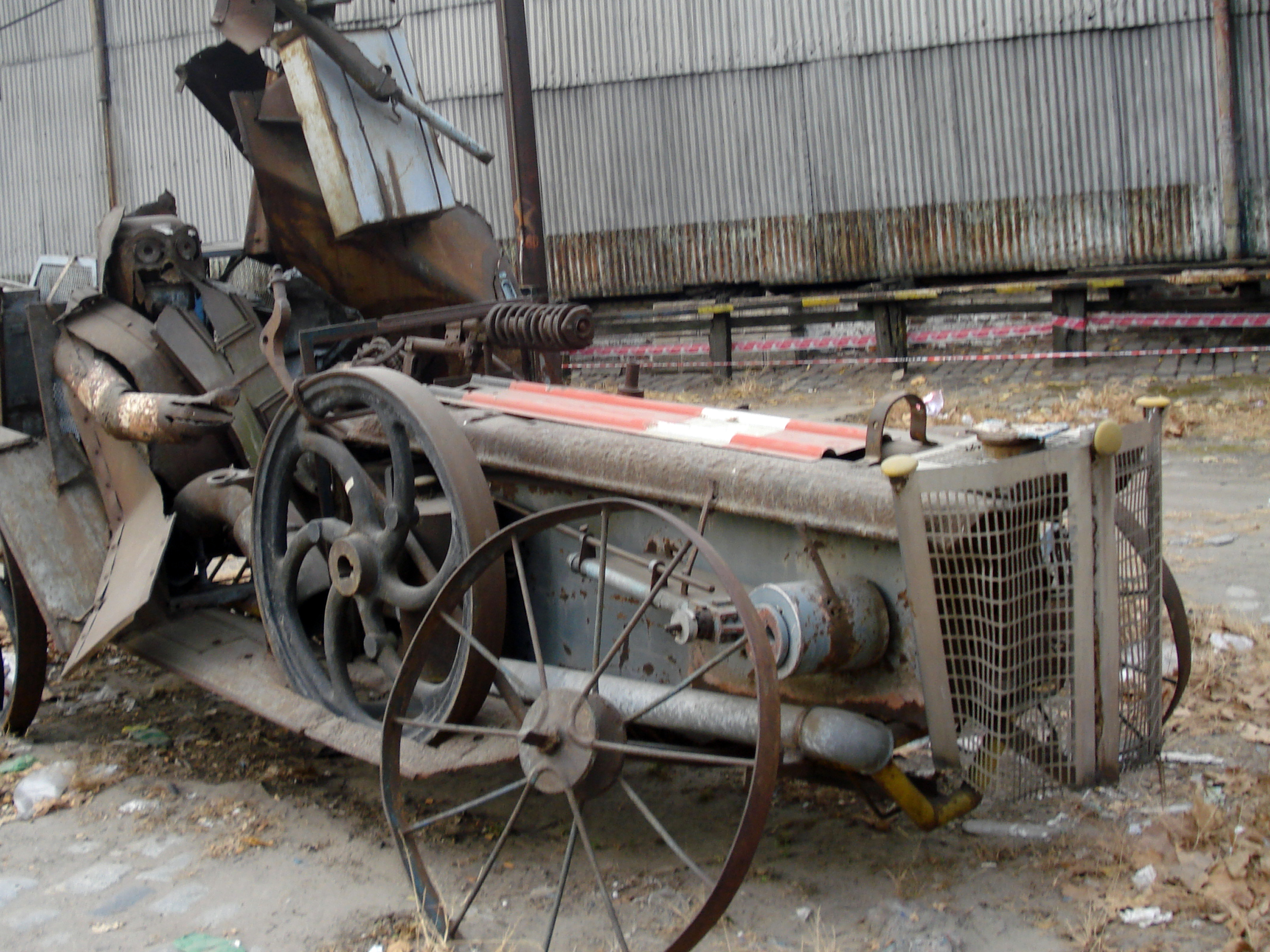
Véhicule improbable.

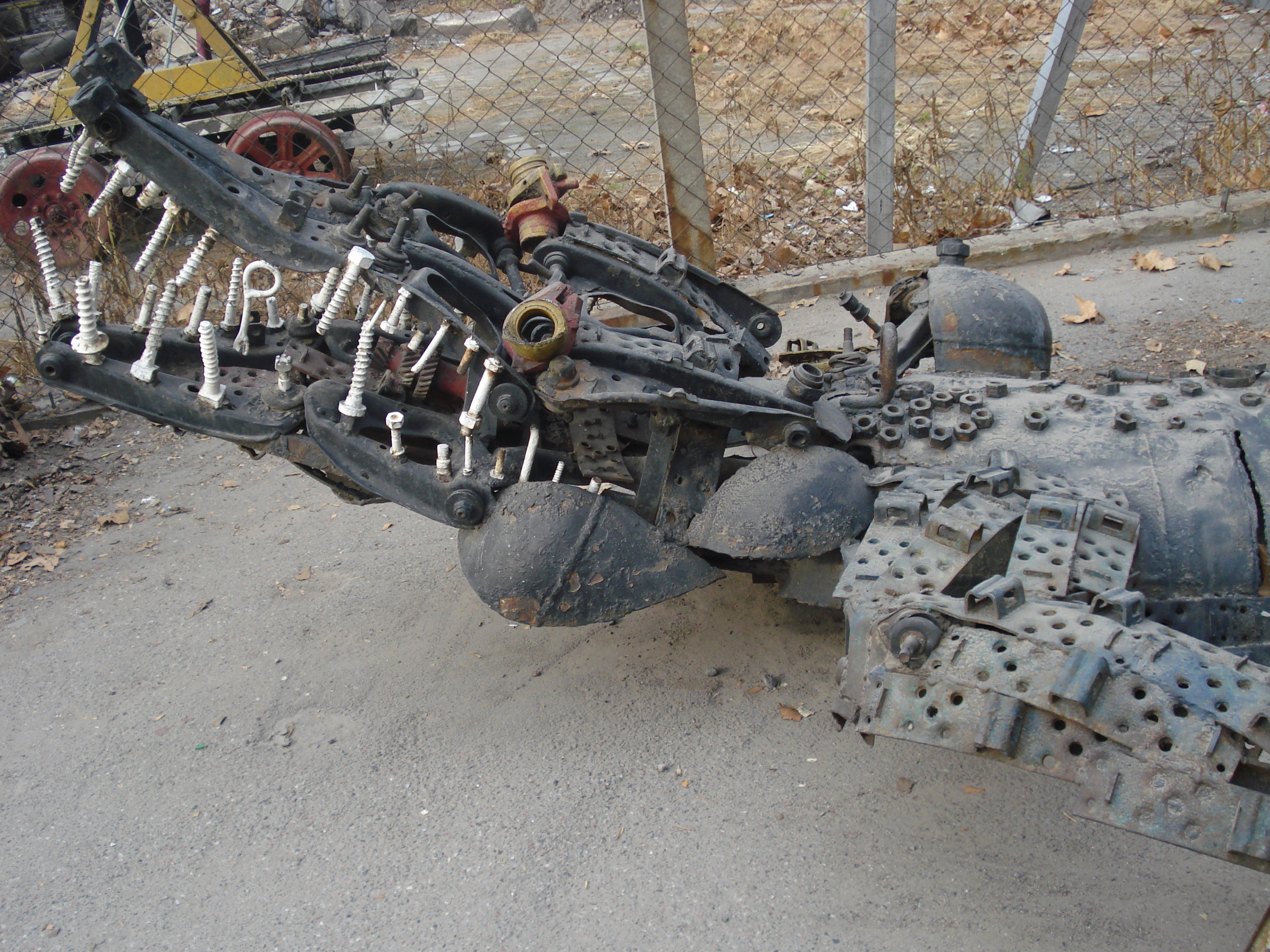
Tête d'alligator.

En 1991, il se fait connaître en France par le film de Franck Joseph, El Hábitat del Gato Viejo qui est primé à un festival de court-métrage de Vendôme. La SNCF s'intéresse à sa façon de récupérer le mobilier ferroviaire. Après une exposition de peinture à la gare de l'Est, la SNCF met a sa disposition un hangar désaffecté dans le 18e arrondissement La Halle Pajol.
Pendant dix ans, il transforme ce hangar en un atelier de 6 000 m2 où s'accumulent peintures et fresques, sculptures, cuisines et salles de bain, bureaux et petits ateliers pour artistes de passage comme le sculpteur Paco Puyuelo ou le photographe français Marc Lavaud. 
Sa réputation d'artiste alternatif est reconnue et il est invité à participer à l'exposition sur les Cent ans de l'histoire aéronautique française. Cette manifestation correspond à une période commercialement faste.
En 2006, le projet de la ZAC Pajol le contraint à déménager ; il est invité à déposer ses ahurissantes sculptures dans un château de province à Fontaine-Française,.
Il retourne en Argentine et retrouve son atelier de Buenos Aires, à la sortie de la gare centrale de Retiro. Il y retrouve son outil favori, la torche à acétylène. Il accueille régulièrement les visiteurs dans sa cantine.

## Œuvres
Que ce soit à Paris pendant ses années de pseudo-résidence d'artiste ou bien en Argentine, dans ce qu'il appelle son château ferroviaire, les hangars désaffectés sont autant d'ateliers ou de lieux d'exposition qui abritent ses créations et son matériel de récupération ; quant aux wagons abandonnés, il les reconvertit en lieux d’habitation.
Il puise son inspiration dans la « puissance inimaginable de la ferraille » extraite de carcasses d'avions ou de trains. Les premiers héros de l’Aéropostale, Mermoz et surtout Saint-Ex, qui relièrent l’Argentine au reste du monde sur leurs capricieux Latécoère 28, sont aussi ses premiers héros personnels. Tout ce qui touche à l’idée de réseau est source d'émotion : « Avions et trains sont les plus grandes épopées de l’ère industrielle ».
Son monde est qualifié de dantesque, et il est souvent comparé à Dali tant pour son comportement outrancier que pour son mode de communication ou son rapport à l'argent. Il ne se reconnaît aucun maître (esthétique). Le sculpteur argentin Roman Alegre, artiste plastique ferroviaire se dit son élève.

## Depuis vingt ans à Buenos Aires

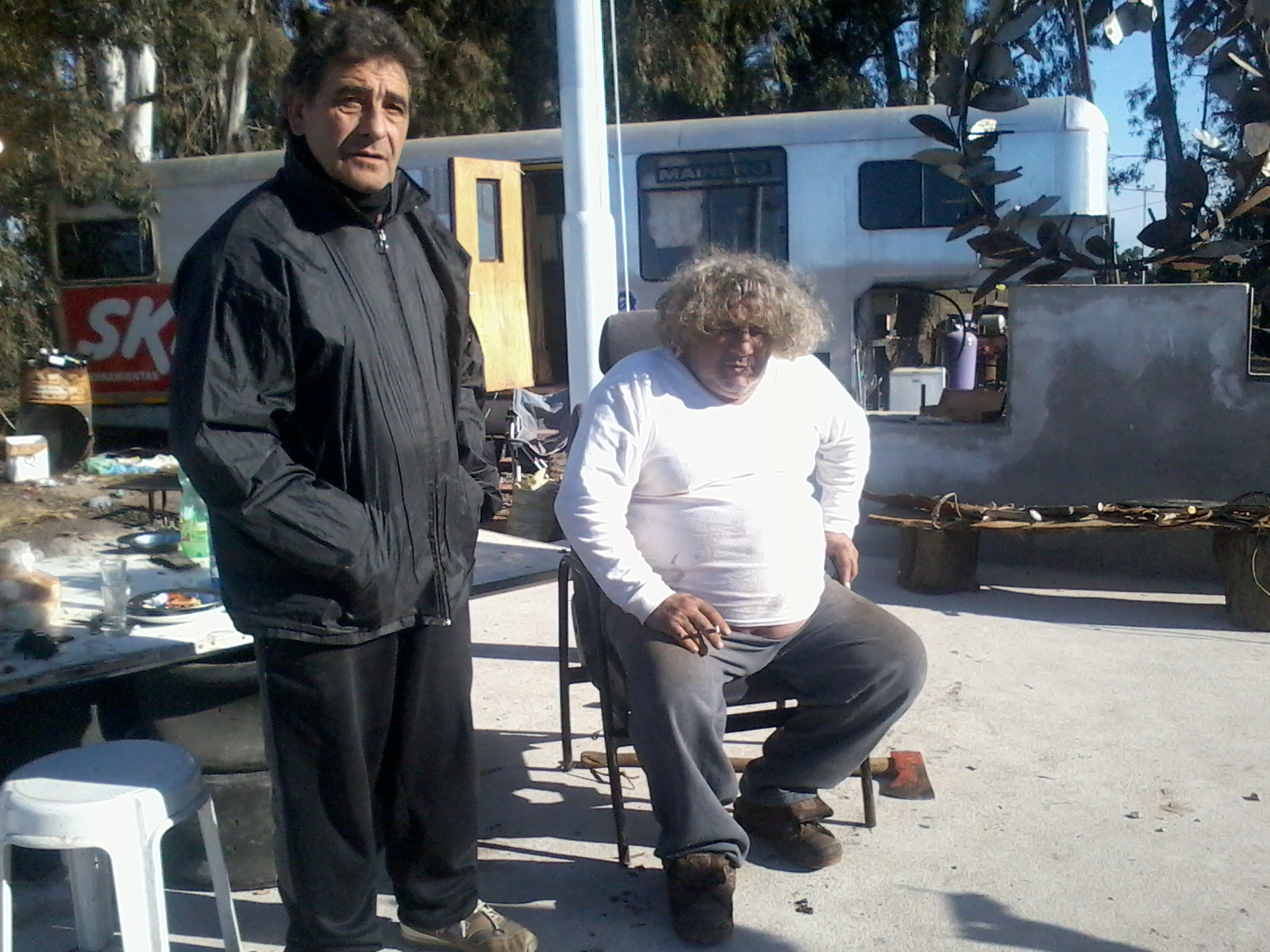
Regazzoni et Pepino à Balcarce en 2011.

Ses ateliers en plein air ressemblent à un zoo métallique rouillé où insectes et oiseaux se faufilent parmi les monstres et les dinosaures. Parfois, au détour d'un hangar, un chevalier cousin de Don Quichotte veille, revêtu de son armure de récupération ou bien c'est un chauffeur casqué qui occupe l'habitacle d'une voiture de course mais ne participera à aucune compétition.

### Collections et commandes publiques
- Plusieurs œuvres sont exposées au Musée d'Art latino-américain de Buenos Aires et à Paris.
- Projet pour la ville de San Carlos de Bariloche à la mémoire des indigènes de la région.
- Le dinosaure de Pico Truncado, Patagonius Saurius, réalisé avec des rebuts de l'industrie pétrolière : commande de l'entreprise Bridas Sapic en 1997.